# Єгінсуський сільський округ (Уланський район)
Єгінсу́ський сільський округ (каз. Егінсу ауылдық округі, рос. Егинсуский сельский округ) — адміністративна одиниця у складі Уланського району Східноказахстанської області Казахстану. Адміністративний центр — село Уланське.
Населення — 1348 осіб (2021; 1670 у 2009, 2172 у 1999, 2559 у 1989).
Станом на 1989 рік існувала Єгінсуська сільська рада (села Бурсак, Жанузак, Уланське).

## Склад
До складу округу входять такі населені пункти:
| Населений пункт | Старі назви | Населення, осіб (1989) | Населення, осіб (1999) | Населення, осіб (2009) | Населення, осіб (2021) |
| --------------- | ----------- | ---------------------- | ---------------------- | ---------------------- | ---------------------- |
| Бурсак, село    | -           | 297                    | 207                    | 171                    | 62                     |
| --Мирзат        | -           | -                      | -                      | 38                     | 10                     |
| Жанузак, село   | -           | 466                    | 419                    | 314                    | 237                    |
| Уланське, село  | -           | 1796                   | 1546                   | 1147                   | 1039                   |